# Finale UEFA Nations League 2021
De finale van de UEFA Nations League 2020/21 was de tweede finale van de UEFA Nations League. De wedstrijd werd op 10 oktober 2021 gespeeld tussen Spanje en Frankrijk in het Stadio Giuseppe Meazza in Milaan. Frankrijk won de UEFA Nations League voor het eerst door met 1–2 te winnen en nam de titel over van Portugal, dat in de finale van 2019 Nederland met 1–0 versloeg. In de halve finales won Spanje met 2–1 van Italië, Frankrijk versloeg België met 3–2.

## Voorgeschiedenis
Spanje en Frankrijk speelden voorafgaand aan deze wedstrijd al 35 keer tegen elkaar. In deze wedstrijden won Spanje zestien keer, waaronder in de kwartfinale van het EK 2008, zegevierde Frankrijk twaalfmaal, waaronder in de kwartfinale van het EK 2000 en de achtste finale van het WK 2006, en eindigde het duel zeven keer onbeslist, waaronder in de groepsfase van het EK 1996. Eén keer eerder werd deze finale gespeeld in een finale; die van het EK 1984. Frankrijk won deze finale met 2–0.
In de voorgaande editie van de UEFA Nations League bereikten beide landen niet de Final Four. Spanje eindigde een punt achter Engeland in Groep 4, Frankrijk had een minder doelsaldo dan Nederland in Groep 1.

## Weg naar de finale
| Pos | Team        | Wed | Ptn |
| --- | ----------- | --- | --- |
| 1   | Spanje      | 6   | 11  |
| 2   | Duitsland   | 6   | 9   |
| 3   | Zwitserland | 6   | 6   |
| 4   | Oekraïne    | 6   | 6   |

| Pos | Team        | Wed | Ptn |
| --- | ----------- | --- | --- |
| 1   | Frankrijk   | 6   | 16  |
| 2   | Portugal TH | 6   | 13  |
| 3   | Kroatië     | 6   | 3   |
| 4   | Zweden      | 6   | 3   |

### Spanje

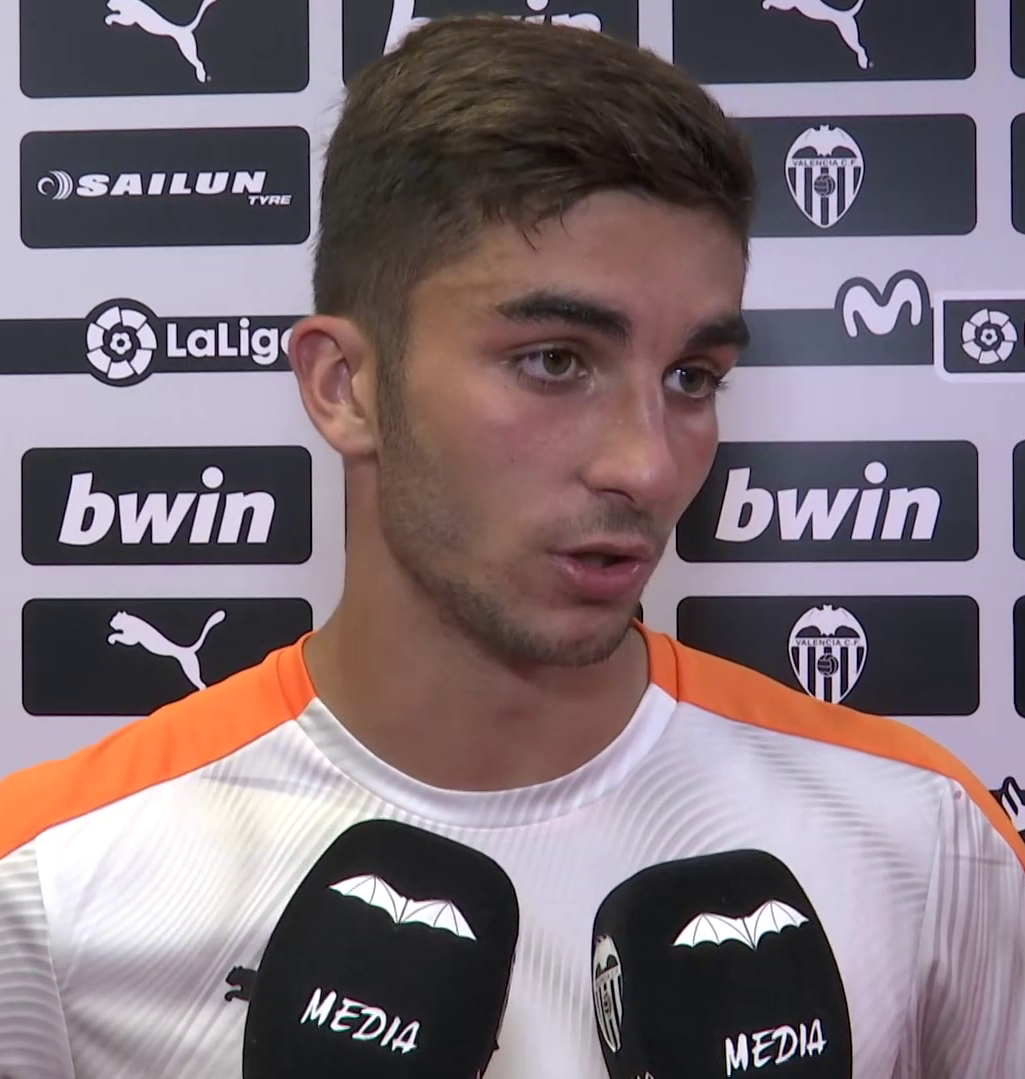
Ferran Torres schoot in de zeven wedstrijden voorafgaand aan de finale zesmaal raak.

Bij de loting op 3 maart 2020 werd Spanje gekoppeld met Zwitserland, Duitsland en Oekraïne. Spanje startte de Nations League-campagne met een uitwedstrijd tegen Duitsland op 3 september 2020. Bij de terugkeer van Luis Enrique als bondscoach eindigde dat duel in een 1–1 gelijkspel. Na kansen voor Leroy Sané en Sergio Busquets in de eerste helft maakte Ansu Fati zijn interlanddebuut en opende Timo Werner de score. In de vijfde minuut van de blessuretijd redde José Gayà een punt voor Spanje met een gelijkmaker. Drie dagen later kwam Spanje tegen Oekraïne al in de derde minuut tot scoren via een benutte strafschop van Sergio Ramos, die in de 29ste minuut met een kopbal opnieuw scoorde. Drie minuten later luisterde Fati zijn basisdebuut op met een poging van buiten het strafschopgebied, nadat hij eerder dichtbij een doelpunt was met een omhaal. In de 84ste minuut maakte Ferran Torres een vierde doelpunt namens de Spanjaarden. In de thuiswedstrijd tegen Zwitserland op 10 oktober 2021 maakte Mikel Oyarzabal de enige treffer, vlak nadat Granit Xhaka uitgleed in het Zwitserse strafschopgebied. Drie dagen later verloor Spanje in Kiev van Oekraïne. Nadat Heorhij Boesjtsjan reddingen verrichtte op doelpogingen van Rodrigo, Fati, Ramos, Oyarzabal en Ferran Torres, lukte het Viktor Tsihankov in de 76ste minuut om David de Gea te passeren. Op 14 november 2020 leek Spanje lange tijd opnieuw onderuit te gaan na een doelpunt van Remo Freuler voor Zwitserland. Ramos, die met zijn 177ste interland Europa's recordinternational werd, mocht tweemaal aanleggen bij de penaltystip, maar zag beide van zijn strafschoppen worden gekeerd door Yann Sommer. In de 89ste minuut lukte het invaller Gerard Moreno wel om de gelijkmaker te maken, maar daar bleef het bij.
Spanje moest het laatste groepsduel tegen Duitsland winnen om door te stomen naar de Final Four. In de zeventiende minuut kopte Álvaro Morata raak uit een hoekschop van Fabián Ruiz. Morata leek snel daarna opnieuw te scoren, maar dat doelpunt werd afgekeurd wegens buitenspel. Ferran Torres verdubbelde in de 33ste minuut alsnog de score, uit een rebound, nadat Dani Olmo de lat raakte met een kopbal. In de 33ste minuut volgde de 3–0 van Rodri uit een corner van Fabián. Aan het eind van de eerste helft haakte aanvoerder Ramos geblesseerd af. In de 55ste minuut leek Ferran Torres Spanje op aangeven van Gayà te verzekeren van de overwinning met de 4–0. Ferran Torres completeerde in de 71ste minuut zijn hattrick. Manuel Neuer werd in de 89ste minuut voor een zesde maal gepasseerd, door Oyarzabal. Door met 6–0 te winnen, bracht Spanje Duitsland zijn grootste competitieve nederlaag ooit. Op 3 december 2020 werd Spanje in de eerste halve finale gekoppeld met Italië, dat in de zomer van 2021 het EK 2020 won. Met Gavi in het basiselftal als jongste Spaanse international ooit kwam Spanje in het Stadio Giuseppe Meazza na zestien minuten op een voorsprong via Ferran Torres, uit een voorzet van Oyarzabal. Na mislukte doelpogingen van Federico Bernardeschi en Lorenzo Insigne ontving de Italiaanse aanvoerder Leonardo Bonucci in de 42ste minuut zijn tweede gele, en dus een rode kaart voor een overtreding op de Spaanse aanvoerder Busquets. Daar profiteerde Spanje nog voor de rust van, met het tweede doelpunt van Ferran Torres, opnieuw uit een voorzet van Oyarzabal. Reddingen van Gianluigi Donnarumma in de tweede helft en de aansluitingstreffer van Lorenzo Pellegrini in de 83ste minuut weerhielden Spanje er niet van om Italië zijn eerste nederlaag sinds 10 september 2018 te bezorgen.

### Frankrijk

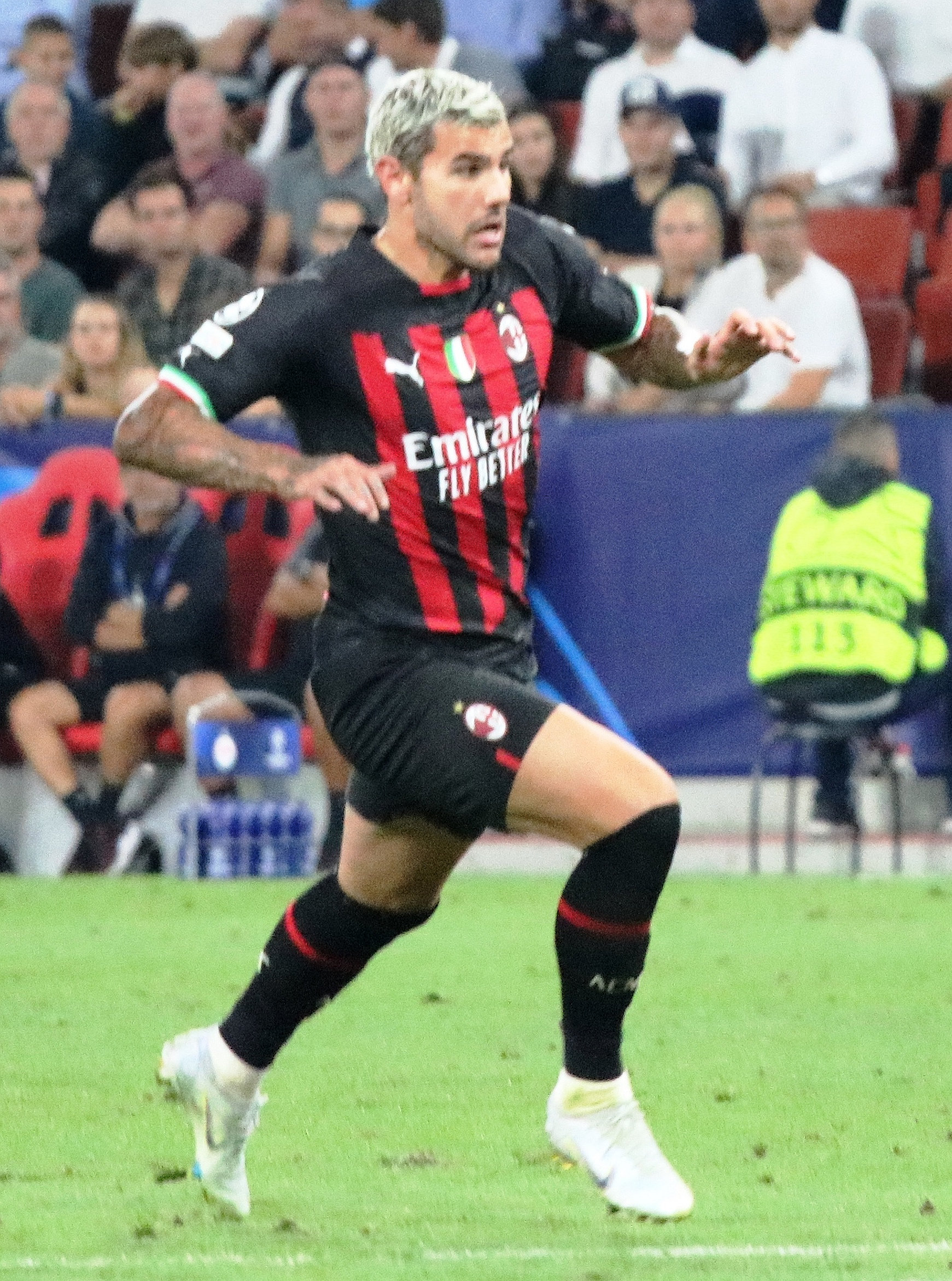
Theo Hernández scoorde de winnende treffer in de halve finale tegen België.

De wereldkampioen Frankrijk lootte op 3 maart 2020 groep 3 met titelhouder Portugal, Zweden en Kroatië. Bij de start van de Franse Nations League-campagne, op bezoek bij Zweden op 5 september 2020, debuteerde Dayot Upamecano voor de nationale ploeg. Kylian Mbappé maakte de eerste Franse goal, vanuit een lastige hoek na een dribbel. Dit doelpunt bleek de enige van de avond te zijn, mede doordat Antoine Griezmann een strafschop in de slotseconden van de wedstrijd onbenut liet. De eerste thuiswedstrijd van de Fransen was tegen Kroatië op 8 september 2020. Dejan Lovren zette Frankrijk in de zestiende minuut op een achterstand. Nog voor de rust zette Griezmann Frankrijk op aangeven van Anthony Martial op gelijke hoogte. In de blessuretijd van de eerste helft scoorde Martial zelf ook via de paal en Dominik Livaković. In de 55ste minuut maakte Josip Brekalo de 2–2 voor Kroatië. Voor het laatste halfuur debuteerde de destijds zeventienjarige Eduardo Camavinga voor het Franse elftal. Met hem op het veld kopte Upamecano de 3–2 binnen uit een hoekschop van Griezmann en was Olivier Giroud vanaf elf meter trefzeker. Daarmee zetten Frankrijk en Kroatië dezelfde uitslag neer als in de WK-finale van 2018. Op 11 oktober 2020 ontving Frankrijk Portugal in het Stade de France, hetzelfde stadion als waarin de EK-finale van 2016 tussen deze teams gespeeld werd. Het Nations League-duel eindigde onbeslist, nadat Cristiano Ronaldo in de blessuretijd stuitte op Hugo Lloris. In de uitwedstrijd tegen Kroatië kwam Frankrijk in de achtste minuut op een voorsprong, toen Griezmann via de onderkant van de lat binnenschoot. Nikola Vlašić zette de score in de 64ste minuut op 1–1. In de 79ste minuut bracht Mbappé Frankrijk drie punten met de winnende treffer op aangeven van Lucas Digne.
Frankrijk moest het op 14 november 2020 zonder Mbappé doen tegen Portugal. Martial kopte in de eerste helft op de lat. In de 53ste minuut zorgde N'Golo Kanté voor de enige treffer van de wedstrijd, uit een rebound na een redding van Rui Patrício op een schot van Adrien Rabiot. Door de zege verzekerde Frankrijk zich van een plaats in de Final Four. De thuiswedstrijd tegen Zweden op 17 november 2020 was dus slechts een formaliteit voor Frankrijk. Zweden nam al in de vierde minuut de leiding door een doelpunt van Viktor Claesson. Twaalf minuten later vond Olivier Giroud het net namens Frankrijk, na voorbereidingswerk van Marcus Thuram. In de 36ste minuut leverde Thuram opnieuw voorbereidingswerk, ditmaal voor de 2–1, een volley van Benjamin Pavard. In de 59ste kopte Giroud raak uit een voorzet van Mbappé, maar Zweden hield hoop op een zege na de aansluitingstreffer van Robin Quaison. Die hoop was tevergeefs, want Kingsley Coman maakte in de slotseconden de 4–2 in een leeg doel, uit een counter. Bij de loting voor de Final Four werd Frankrijk gekoppeld aan België. In het Allianz Stadium stond België bij de rust met 2–0 voor, nadat Yannick Carrasco Lloris op het verkeerde been zette en Romelu Lukaku uit een lastige hoek binnenschoot. Na de rust startte Frankrijk een comeback, met de aansluitingstreffer van Karim Benzema, al vallend tussen vier verdedigers in. In de 69ste minuut scoorde Mbappé uit een penalty, die werd toegekend na een overtreding van Youri Tielemans op Griezmann. Na gestopte kansen voor Kevin De Bruyne en Paul Pogba leek Lukaku het winnende doelpunt binnen te schieten voor België, maar dat doelpunt werd afgekeurd wegens buitenspel. In de negentigste minuut raakte Pogba uit een vrije trap de lat en minder dan een minuut later zorgde Theo Hernández voor de winnende Franse treffer.

## Stadion

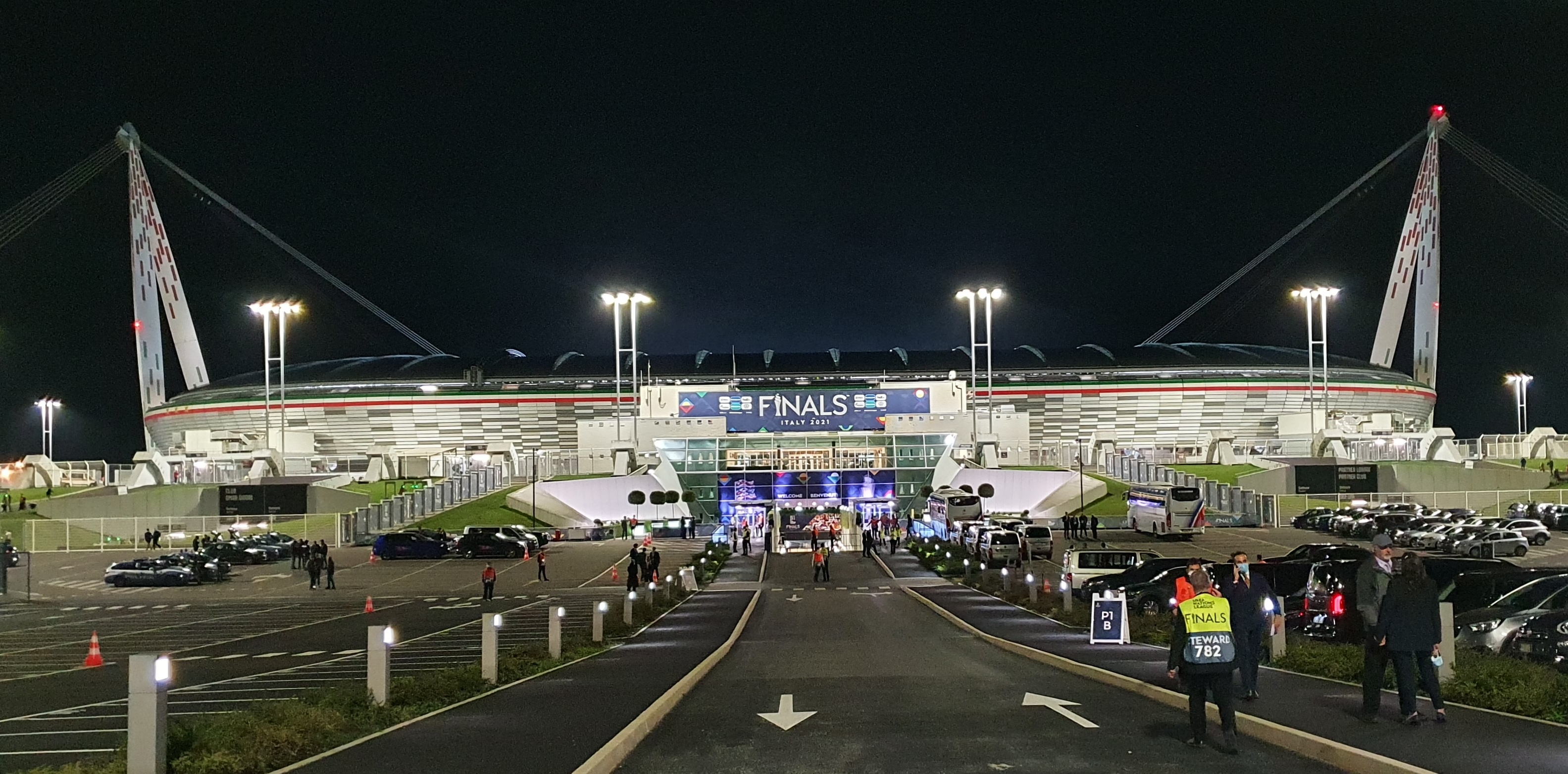
Allianz stadion in Turijn tijdens de Nations League 2021 finale.

Enkel landen uit Groep 1 van Divisie A mochten zich kandidaat stellen om de Nations League Final Four te organiseren. Op 3 december 2020 werd door de UEFA bevestigd dat Italië als groepswinnaar en dus deelnemer van de Final Four het finaletoernooi mocht organiseren. Locatie 1 is voor halve finale 1 en de finale, locatie 2 voor halve finale 2 en de troostfinale.
| Land                  | Locatie 1              | Locatie 1           | Locatie 2               | Locatie 2           |
| Land                  | Stadion                | Stad                | Stadion                 | Stad                |
| --------------------- | ---------------------- | ------------------- | ----------------------- | ------------------- |
| Italië                | Stadio Giuseppe Meazza | Milaan              | Allianz Stadium         | Turijn              |
| Nederland             | Johan Cruijff ArenA    | Amsterdam           | Stadion Feijenoord      | Rotterdam           |
| Polen                 | Nationaal Stadion      | Warschau            | Wojska Polskiegostadion | Warschau            |
| Polen                 | Nationaal Stadion      | Warschau            | Śląskistadion           | Chorzów             |
| Polen                 | Nationaal Stadion      | Warschau            | Henryk Reymanstadion    | Krakau              |
| Bosnië en Herzegovina | Bracht geen bid uit    | Bracht geen bid uit | Bracht geen bid uit     | Bracht geen bid uit |

In het Stadio Giuseppe Meazza te Milaan, gedeeld door de rivalen AC Milan en Internazionale, werd nooit eerder een interlandfinale gespeeld. Wel werd het stadion gebruikt voor het WK 1930, het EK 1980 en het WK 1990. Spanje speelde er al twee groepswedstrijden voor het EK 1980 en de halve finale van de Nations League 2020/21. Ook de Europacup I/Champions League-finales van 1965, 1970, 2001 en 2016 en de UEFA Cup-finales van 1991, 1994 en 1995 werden er gespeeld.

## Scheidsrechter
Op 8 oktober 2021 werd bekend dat de Engelsman Anthony Taylor de finale zou leiden. Hij leidde ook al de UEFA Super Cup 2020. Drie keer eerder leidde Taylor wedstrijden van Spanje; oefenwedstrijden tegen Argentinië en Wales, die beiden werden gewonnen door Spanje, en een WK-kwalificatiewedstrijd tegen Zweden, die met 2–1 werd verloren door Spanje. Ook leidde hij twee wedstrijden van Frankrijk; een oefenduel tegen Italië (3–1 zege voor Frankrijk) en een Nations League-wedstrijd tegen Nederland (2–0 nederlaag voor Frankrijk).
Taylor werd geassisteerd door Gary Beswick en Adam Nunn en door Craig Pawson als vierde official. De videoscheidsrechter was Engelsman Stuart Attwell, geassisteerd door Chris Kavanagh, Lee Betts en de Nederlander Pol van Boekel.

## Wedstrijd

### Wedstrijddetails
|                                                  |               |                |                        | |
| 10 oktober 2021 «onderlinge duels» 20:45 (UTC+2) | Spanje        | 1 – 2          | Frankrijk              | Stadion: Stadio Giuseppe Meazza, Milaan Toeschouwers: 31.511 Scheidsrechter: Anthony Taylor Assistenten: Gary Beswick Assistenten: Adam Nunn Vierde official: Craig Pawson Video-assistent: Stuart Attwell AVAR 1: Chris Kavanagh AVAR 2: Lee Betts AVAR 3: Pol van Boekel |
| 10 oktober 2021 «onderlinge duels» 20:45 (UTC+2) | Oyarzabal 64' | verslag (UEFA) | 66' Benzema 80' Mbappé | Stadion: Stadio Giuseppe Meazza, Milaan Toeschouwers: 31.511 Scheidsrechter: Anthony Taylor Assistenten: Gary Beswick Assistenten: Adam Nunn Vierde official: Craig Pawson Video-assistent: Stuart Attwell AVAR 1: Chris Kavanagh AVAR 2: Lee Betts AVAR 3: Pol van Boekel |
| 10 oktober 2021 «onderlinge duels» 20:45 (UTC+2) |               |                |                        | Stadion: Stadio Giuseppe Meazza, Milaan Toeschouwers: 31.511 Scheidsrechter: Anthony Taylor Assistenten: Gary Beswick Assistenten: Adam Nunn Vierde official: Craig Pawson Video-assistent: Stuart Attwell AVAR 1: Chris Kavanagh AVAR 2: Lee Betts AVAR 3: Pol van Boekel |
| 10 oktober 2021 «onderlinge duels» 20:45 (UTC+2) |               |                |                        | Stadion: Stadio Giuseppe Meazza, Milaan Toeschouwers: 31.511 Scheidsrechter: Anthony Taylor Assistenten: Gary Beswick Assistenten: Adam Nunn Vierde official: Craig Pawson Video-assistent: Stuart Attwell AVAR 1: Chris Kavanagh AVAR 2: Lee Betts AVAR 3: Pol van Boekel |
|                                                  |               |                |                        | |

| Spanje | Frankrijk |

| DM             | 23 | Unai Simón        |     |
| RV             | 02 | César Azpilicueta |     |
| CV             | 19 | Aymeric Laporte   | 86' |
| CV             | 12 | Eric García       |     |
| LV             | 17 | Marcos Alonso     |     |
| CM             | 09 | Gavi              | 75' |
| CM             | 05 | Sergio Busquets   |     |
| CM             | 16 | Rodri             | 84' |
| RB             | 11 | Ferran Torres     | 84' |
| SP             | 22 | Pablo Sarabia     | 61' |
| LB             | 21 | Mikel Oyarzabal   |     |
| Wisselspelers: |    |                   |     |
| DM             | 01 | David de Gea      |     |
| DM             | 13 | Robert Sánchez    |     |
| VD             | 03 | Pau Torres        |     |
| VD             | 04 | Iñigo Martínez    |     |
| VD             | 14 | Sergio Reguilón   |     |
| VD             | 15 | Pedro Porro       |     |
| MV             | 08 | Koke              | 75' |
| MV             | 10 | Sergi Roberto     |     |
| MV             | 18 | Pablo Fornals     | 84' |
| MV             | 20 | Mikel Merino      | 84' |
| AV             | 06 | Bryan Gil         |     |
| AV             | 07 | Yeremi Pino       | 61' |
| Coach:         |    |                   |     |
| Luis Enrique   |    |                   |     |

| DM               | 01 | Hugo Lloris         |       |
| CV               | 05 | Jules Koundé        | 55'   |
| CV               | 04 | Raphaël Varane      | 43'   |
| CV               | 03 | Presnel Kimpembe    |       |
| RM               | 02 | Benjamin Pavard     | 79'   |
| CM               | 06 | Paul Pogba          | 46'   |
| CM               | 08 | Aurélien Tchouaméni |       |
| LM               | 22 | Theo Hernández      |       |
| CF               | 07 | Antoine Griezmann   | 90+2' |
| SP               | 19 | Karim Benzema       |       |
| SP               | 10 | Kylian Mbappé       | 90'   |
| Wisselspelers:   |    |                     |       |
| DM               | 16 | Benoît Costil       |       |
| DM               | 23 | Mike Maignan        |       |
| VD               | 12 | Léo Dubois          | 79'   |
| VD               | 15 | Dayot Upamecano     | 43'   |
| VD               | 21 | Lucas Hernández     |       |
| MV               | 13 | Mattéo Guendouzi    |       |
| MV               | 17 | Jordan Veretout     | 90+2' |
| AV               | 09 | Anthony Martial     |       |
| AV               | 11 | Moussa Diaby        |       |
| AV               | 20 | Wissam Ben Yedder   |       |
| Coach:           |    |                     |       |
| Didier Deschamps |    |                     |       |

Man van de wedstrijd:
 Karim Benzema

### Statistieken
|                      | Spanje | Frankrijk |
| -------------------- | ------ | --------- |
| Doelpunten           | 1      | 2         |
| Gele kaarten         | 1      | 3         |
| Rode kaarten         | 0      | 0         |
| Wissels              | 4      | 3         |
| Schoten op doel      | 4      | 5         |
| Schoten naast doel   | 4      | 4         |
| Overtredingen        | 11     | 14        |
| Hoekschoppen         | 7      | 5         |
| Buitenspel           | 0      | 2         |
| Passes               | 628    | 369       |
| Geslaagde passes (%) | 85     | 79        |
| Balbezit (%)         | 60     | 40        |

RFEF · A-internationals · Selecties · Bondscoaches · Spaans vrouwenelftal · Olympisch elftal · Spanje U21 · Spanje U20 · Spanje U19 · Spanje U18 · Spanje U17 · Spanje U16 · Vrouwen U17
1920 – 1929 ·
1930 – 1939 ·
1940 – 1949 ·
1950 – 1959 ·
1960 – 1969 ·
1970 – 1979 ·
1980 – 1989 ·
1990 – 1999 ·
2000 – 2009 ·
2010 – 2019 ·
2020 − 2029
EK's: 1964 · 
1980 · 
1984 · 
1988 · 
1996 · 
2000 · 
2004 · 
2008 · 
2012 · 
2016 · 
2020 · 
2024
WK's: 1934 · 
1950 · 
1962 · 
1966 · 
1978 · 
1982 · 
1986 · 
1990 · 
1994 · 
1998 · 
2002 · 
2006 · 
2010 · 
2014 · 
2018 · 
2022
OS: 1920 ·
1924 · 
1928 · 
1968 · 
1976 · 
1980 · 
1992 · 
1996 · 
2000 · 
2012 ·
2020
1920 · 
1921 · 
1922 · 
1923 · 
1924 · 
1925 · 
1926 · 
1927 · 
1928 · 
1929 · 
1930 · 
1931 · 
1932 · 
1933 · 
1934 · 
1935 · 
1936 · 
1937 · 1939 · 1940 · 
1941 · 
1942 · 
1943 · 1944 · 
1945 · 
1946 · 
1947 · 
1948 · 
1949 · 
1950 · 
1952 · 
1952 · 
1953 · 
1954 · 
1955 · 
1956 · 
1957 · 
1958 · 
1959 · 
1960 · 
1961 · 
1962 · 
1963 · 
1964 · 
1965 · 
1966 · 
1967 · 
1968 · 
1969 · 
1970 · 
1971 · 
1972 · 
1973 · 
1974 · 
1975 · 
1976 · 
1977 · 
1978 · 
1979 · 
1980 · 
1981 · 
1982 · 
1983 · 
1984 · 
1985 · 
1986 · 
1987 · 
1988 · 
1989 · 
1990 · 
1991 · 
1992 · 
1993 · 
1994 · 
1995 · 
1996 · 
1997 · 
1998 · 
1999 · 
2000 · 
2001 · 
2002 · 
2003 · 
2004 · 
2005 · 
2006 · 
2007 · 
2008 · 
2009 · 
2010 · 
2011 · 
2012 · 
2013 ·
2014 ·
2015 ·
2016 ·
2017 ·
2018 ·
2019 ·
2020 ·
2021 ·
2022
Albanië ·
Algerije ·
Andorra ·
Argentinië ·
Armenië ·
Australië ·
Azerbeidzjan ·
België ·
Bolivia ·
Bosnië en Herzegovina ·
Brazilië ·
Bulgarije ·
Canada ·
Chili ·
China ·
Colombia ·
Costa Rica ·
Cyprus ·
DDR ·
Denemarken ·
Duitsland ·
Ecuador ·
Egypte ·
El Salvador ·
Engeland ·
Estland ·
Equatoriaal-Guinea · 
Faeröer ·
Finland ·
Frankrijk ·
GOS ·
Georgië ·
Griekenland ·
Haïti ·
Honduras ·
Hongarije ·
Ierland ·
IJsland ·
Irak ·
Iran ·
Israël ·
Italië ·
Ivoorkust ·
Japan ·
Joegoslavië ·
Jordanië ·
Kosovo ·
Kroatië ·
Letland ·
Liechtenstein ·
Litouwen ·
Luxemburg ·
Malta ·
Marokko ·
Mexico ·
Nederland ·
Nieuw-Zeeland ·
Nigeria ·
Noord-Ierland ·
Noord-Macedonië ·
Noorwegen ·
Oekraïne ·
Oostenrijk ·
Panama ·
Paraguay ·
Peru ·
Polen ·
Portugal ·
Puerto Rico ·
Roemenië ·
Rusland ·
San Marino ·
Saoedi-Arabië ·
Schotland ·
Servië ·
Servië en Montenegro ·
Slovenië ·
Slowakije ·
Sovjet-Unie ·
Tahiti ·
Tsjechië ·
Tsjecho-Slowakije ·
Tunesië ·
Turkije ·
Uruguay ·
Venezuela ·
Verenigde Staten ·
Wales ·
Wit-Rusland ·
Zuid-Afrika ·
Zuid-Korea ·
Zweden ·
Zwitserland
Australië (2014) ·
Brazilië (2013) ·
Chili (2010) ·
Chili (2014) ·
Costa Rica (2022) ·
Duitsland (2008) ·
Duitsland (2022) ·
Engeland (1982) ·
Engeland (2024) ·
Frankrijk (1984) ·
Frankrijk (2006) ·
Frankrijk (2012) ·
Frankrijk (2021) ·
Griekenland (2008) ·
Honduras (2010) ·
Ierland (2012) ·
Iran (2018) ·
Italië (2008) ·
Italië (2012, 1) ·
Italië (2012, 2) ·
Italië (2016) ·
Italië (2021) ·
Japan (2022) ·
Kroatië (2012) ·
Kroatië (2021) ·
Marokko (2018) ·
Marokko (2022) ·
Nederland (2010) ·
Nederland (2014) ·
Oekraïne (2006) ·
Paraguay (2002) ·
Polen (2021) ·
Portugal (2012) ·
Portugal (2018) ·
Rusland (2008, 1) ·
Rusland (2008, 2) ·
Rusland (2018) ·
Saoedi-Arabië (2006) ·
Slovenië (2002) ·
Slowakije (2021) ·
Sovjet-Unie (1964) ·
Tsjechië (2016) ·
Tunesië (2006) ·
Turkije (2016) ·
West-Duitsland (1982) ·
Zuid-Afrika (2002) ·
Zweden (2008) ·
Zweden (2021) ·
Zwitserland (2010) ·
Zwitserland (2021)
FFF · A-internationals · Selecties · Bondscoaches · Frans vrouwenelftal · Olympisch elftal · Frankrijk U21 · Frankrijk U20 · Frankrijk U19 · Frankrijk U18 · Frankrijk U17 · Frankrijk U16 · Vrouwen U17
1904 – 1919 ·
1920 – 1929 ·
1930 – 1939 ·
1940 – 1949 ·
1950 – 1959 ·
1960 – 1969 ·
1970 – 1979 ·
1980 – 1989 ·
1990 – 1999 ·
2000 – 2009 ·
2010 – 2019 ·
2020 – 2029
EK's: 1984 · 
1992 · 
1996 · 
2000 · 
2004 · 
2008 · 
2012 · 
2016 · 
2020 · 
2024
WK's: 1930 · 
1934 · 
1938 · 
1954 · 
1958 · 
1966 · 
1978 · 
1982 · 
1986 · 
1998 · 
2002 · 
2006 · 
2010 · 
2014 · 
2018 · 
2022
OS: 1900 · 
1908 · 
1920 · 
1924 · 
1948 · 
1952 · 
1960 · 
1968 · 
1976 · 
1984 · 
1996 · 
2020
1904 · 
1905 · 
1906 · 
1907 · 
1908 · 
1909 · 
1910 · 
1911 · 
1912 · 
1913 · 
1914 · 
1915 · 1916 · 1917 · 1918 · 
1919 · 
1920 · 
1921 · 
1922 · 
1923 · 
1924 · 
1925 · 
1926 · 
1927 · 
1928 · 
1929 · 
1930 · 
1931 · 
1932 · 
1933 · 
1934 · 
1935 · 
1936 · 
1937 · 
1938 · 
1939 · 
1940 · 1941  · 
1942 · 
1943 · 1944  · 
1945 · 
1946 · 
1947 · 
1948 · 
1949 · 
1950 · 
1951 · 
1952 · 
1953 · 
1954 · 
1955 · 
1956 · 
1957 · 
1958 · 
1959 ·
1960 · 
1961 · 
1962 · 
1963 · 
1964 · 
1965 · 
1966 · 
1967 · 
1968 · 
1969 ·
1970 · 
1971 · 
1972 · 
1973 · 
1974 · 
1975 · 
1976 · 
1977 · 
1978 · 
1979 ·
1980 · 
1981 · 
1982 · 
1983 · 
1984 · 
1985 · 
1986 · 
1987 · 
1988 · 
1989 · 
1990 · 
1991 · 
1992 · 
1993 · 
1994 · 
1995 · 
1996 · 
1997 · 
1998 · 
1999 · 
2000 · 
2001 · 
2002 · 
2003 · 
2004 · 
2005 · 
2006 · 
2007 · 
2008 · 
2009 · 
2010 · 
2011 · 
2012 · 
2013 · 
2014 · 
2015 · 
2016 · 
2017 · 
2018 ·
2019 ·
2020 ·
2021 ·
2022 ·
2023
Albanië ·
Algerije ·
Andorra ·
Argentinië ·
Armenië ·
Australië ·
Azerbeidzjan ·
België ·
Bolivia ·
Bosnië en Herzegovina ·
Brazilië ·
Bulgarije ·
Canada ·
Chili ·
China ·
Colombia ·
Costa Rica ·
Cyprus ·
Denemarken ·
Duitse Democratische Republiek ·
Duitsland ·
Ecuador ·
Egypte ·
Engeland ·
Estland ·
Faeröer ·
Finland ·
Georgië ·
Gibraltar ·
Griekenland ·
Honduras ·
Hongarije ·
Ierland ·
IJsland ·
Iran ·
Israël ·
Italië ·
Ivoorkust ·
Jamaica ·
Japan ·
Joegoslavië ·
Kameroen ·
Kazachstan ·
Koeweit ·
Kroatië ·
Letland ·
Litouwen ·
Luxemburg ·
Malta ·
Marokko ·
Mexico ·
Moldavië ·
Nederland ·
Nieuw-Zeeland ·
Nigeria ·
Noord-Ierland ·
Noorwegen ·
Oekraïne ·
Oostenrijk ·
Paraguay ·
Peru · 
Polen ·
Portugal ·
Roemenië ·
Rusland ·
Saoedi-Arabië ·
Schotland ·
Senegal ·
Servië ·
Slovenië ·
Slowakije ·
Sovjet-Unie ·
Spanje ·
Togo ·
Tsjechië ·
Tsjecho-Slowakije ·
Tunesië ·
Turkije ·
Uruguay ·
Verenigde Staten ·
Wales ·
Wit-Rusland ·
Zuid-Afrika ·
Zuid-Korea ·
Zweden ·
Zwitserland
Albanië (2016) ·
Argentinië (2018) ·
Argentinië (2022) ·
Australië (2018) · 
België (1904) · 
België (2018) · 
Brazilië (1998) · 
Brazilië (2006) · 
Denemarken (2002) · 
Denemarken (2018) ·
Duitsland (2014) · 
Duitsland (2021) · 
Ecuador (2014) · 
Engeland (1982) · 
Engeland (2012) · 
Engeland (2022) ·
Honduras (2014) · 
Hongarije (2021) · 
Italië (2000) · 
Italië (2006) · 
Italië (2008) · 
Japan (2001) · 
Kameroen (2003) · 
Koeweit (1982) · 
Kroatië (2018) · 
Marokko (2022) ·
Mexico (2010) · 
Nederland (2008) · 
Nigeria (2014) ·
Noord-Ierland (1982) · 
Oekraïne (2012) · 
Oostenrijk (1982) · 
Peru (2018) · 
Polen (1982) · 
Polen (2022) ·
Portugal (2006) · 
Portugal (2016) ·
Portugal (2021) ·
Roemenië (2008) ·
Roemenië (2016) ·
Senegal (2002) · 
Spanje (1984) ·
Spanje (2006) ·
Spanje (2012) ·
Spanje (2021) ·
Togo (2006) ·
Tsjecho-Slowakije (1982) ·
Uruguay (2002) ·
Uruguay (2010) ·
Uruguay (2018) ·
Zuid-Afrika (2010) ·
Zuid-Korea (2006) ·
Zweden (2012) ·
Zwitserland (2006) ·
Zwitserland (2014) ·
Zwitserland (2016) ·
Zwitserland (2021)